# 言語イデオロギー
言語イデオロギー（げんごイデオロギー、英語: Language ideology）とは、言語やその機能、その話者について、社会的に基礎づけられた信念、概念規定である。

## 概要
マイケル・シルヴァスティンが、プラトンをはじめとして、ベンジャミン・リー・ウォーフやチャールズ・サンダース・パース等の業績を踏まえて、構造主義、文献学、歴史学、社会学などの理論における知見を総合し、話者がその言語を使う際の導きとなり、最終的には言語に変化をもたらすようなパターンとして捉えたものである。
人間が話すときには、言語によって、あるいは言語において、なし得るものがあると信じることが前提となっている。また、話すことによって、人間は自分の言語を形成していく。したがって、言語イデオロギーは、言語のパターンと社会的かつ文化的な構造の間を架橋するよう基礎づけられた信念であり、「言語が何であるか」についての思考体系となる。また、言語が特定の理解可能な用法に変換されるという信念は、言語がこうした信念、予想される結果に適合することが正しく理由となって支えられる。用法と信念の結びつきは、「メタ語用論」として経験的に捉えることができ、例えば目上の人物に対して話しかける際に丁寧な言い方をするように、言語の用法の中において、用法についての信念の表明がなされることになる。